# François Périer
François Périer, född François Pillu den 10 november 1919 i Paris, död 29 juni 2002 i Paris, var en fransk skådespelare.
Périer anses vara en Frankrikes främsta karaktärsskådespelare och medverkade under sin nästan sextioåriga karriär i filmer av bland andra René Clair, Jean Cocteau, Federico Fellini och Costa-Gavras. Till höjdpunkterna i hans karriär hör rollerna i Orphée (1950) och Cabirias nätter (1957).